# Жуан Пальїнья
Жуан Пальїнья (порт. João Palhinha, нар. 9 липня 1995, Лісабон) — португальський футболіст, півзахисник мюнхенської «Баварії» та національної збірної Португалії. На умовах оренди грає за англійський клуб «Тоттенгем Готспур».

## Клубна кар'єра
Народився 9 липня 1995 року в місті Лісабон. Розпочав грати у футбол в невеликих клубах «Алта де Лісабон» та «Сакавененсе», а 2012 року потрапив до академії «Спортінга». З 2014 року став виступати за резервну команду «Спортінг» Б, в якій за півтора роки взяв участь у 19 матчах Сегунда-ліги.
В липні 2015 року для отримання ігрової практики Жуан на правах оренди перейшов в «Морейренсе». 16 серпня в матчі проти «Ароуки» він дебютував у Сангріш-лізі, вищому дивізіоні країни і загалом провів за сезон 29 ігор, після чого ще пів року провів в оренді в іншій вищоліговій команді «Белененсеш».
На початку 2017 року Пальїнья повернувся в «Спортінг» і 21 січня в матчі проти «Марітіму» (2:2) дебютував за основний склад. Втім основним гравцем Жуан стати не зумів і паралельно виступав також за резервну команду.
В результаті у серпні 2018 року Пальїнья був відданий в оренду в «Брагу». У матчі проти «Санта-Клари» він дебютував за новий клуб. 26 серпня в поєдинку проти «Авеша» (3:1) Жуан забив свій перший гол за «Брагу». Всього за два сезони у команді півзахисник зіграв за клуб 76 матчів в усіх турнірах, забивши 6 голів, і у 2020 році допоміг клубу виграти Кубок португальської ліги.
Повернувшись до «Спортінга», у першому ж сезоні 2020/21 він виграв з командою чемпіонат Португалії та кубок ліги. Станом на 23 травня 2021 року відіграв за лісабонський клуб 45 матчів в національному чемпіонаті.

## Виступи за збірні
2013 року дебютував у складі юнацької збірної Португалії (U-18), а наступного року з командою до 19 років Пальїнья став срібним призером юнацького чемпіонату Європи 2014 року в Угорщини, зігравши на турнірі у двох матчах. Загалом на юнацькому рівні взяв участь у 18 іграх, відзначившись одним забитим голом.
У березні 2021 року вперше отримав виклик до національної збірної Португалії головним тренером Фернанду Сантушем для участі в матчах відбіркового турніру до чемпіонату світу 2022 року проти збірних Азербайджану, Сербії і Люксембургу. 24 березня 2021 року дебютував у збірній в домашньому матчі проти Азербайджану (1:0), вийшовши на заміну на 88-й хвилині замість Рубена Невіша, а вже 30 березня, у третій грі за збірну, Жуан забив свій дебютний гол у виїзному матчі проти Люксембургу (3:1), вийшовши на заміну на 68-й хвилині замість Бернарду Сілви і відзначившись голом на 80-й хвилині з передачі Педру Нету.
У травні 2021 року Пальїнья був включений до заявки національної збірної Португалії на чемпіонат Європи 2020 року.
| Дата       | Місто      | Господарі      | Результат | Гості                | Турнір                               | Голи | Примітки |
| ---------- | ---------- | -------------- | --------- | -------------------- | ------------------------------------ | ---- | -------- |
| 24-3-2021  | Турин      | Португалія     | 1 – 0     | Азербайджан          | Відбір до ЧС 2022                    | -    | 88'      |
| 27-3-2021  | Белград    | Сербія         | 2 – 2     | Португалія           | Відбір до ЧС 2022                    | -    | 90+1'    |
| 30-3-2021  | Люксембург | Люксембург     | 1 – 3     | Португалія           | Відбір до ЧС 2022                    | 1    | 68'      |
| 4-6-2021   | Мадрид     | Іспанія        | 0 – 0     | Португалія           | товариський матч                     | -    | 70'      |
| 23-6-2021  | Будапешт   | Португалія     | 2 – 2     | Франція              | ЧЄ 2020 - 1-й етап                   | -    | 46'      |
| 27-6-2021  | Севілья    | Бельгія        | 1 – 0     | Португалія           | ЧЄ 2020 - 1/8 фіналу                 | -    | 45' 78'  |
| 1-9-2021   | Фару       | Португалія     | 2 – 1     | Ірландія             | Відбір до ЧС 2022                    | -    | 73'      |
| 7-9-2021   | Баку       | Азербайджан    | 0 – 3     | Португалія           | Відбір до ЧС 2022                    | -    | 15' 46'  |
| 9-10-2021  | Фару       | Португалія     | 3 – 0     | Катар                | товариський матч                     | -    | 60'      |
| 12-10-2021 | Фару       | Португалія     | 5 – 0     | Люксембург           | Відбір до ЧС 2022                    | 1    | 73'      |
| 11-11-2021 | Дублін     | Ірландія       | 0 – 0     | Португалія           | Відбір до ЧС 2022                    | -    |          |
| 14-11-2021 | Лісабон    | Португалія     | 1 – 2     | Сербія               | Відбір до ЧС 2022                    | -    | 64'      |
| 5-6-2022   | Лісабон    | Португалія     | 4 – 0     | Швейцарія            | Ліга націй УЄФА 2022-2023 - 1-й етап | -    | 77'      |
| 9-6-2022   | Лісабон    | Португалія     | 2 – 0     | Чехія                | Ліга націй УЄФА 2022-2023 - 1-й етап | -    | 88'      |
| 24-9-2022  | Прага      | Чехія          | 0 – 4     | Португалія           | Ліга націй УЄФА 2022-2023 - 1-й етап | -    | 77'      |
| 24-11-2022 | Доха       | Португалія     | 3 – 2     | Гана                 | ЧС 2022 - груповий етап              | -    | 88'      |
| 28-11-2022 | Лусаїл     | Португалія     | 2 – 0     | Уругвай              | ЧС 2022 - груповий етап              | -    | 82'      |
| 2-12-2022  | Ер-Раян    | Південна Корея | 2 – 1     | Португалія           | ЧС 2022 - груповий етап              | -    | 65'      |
| 23-3-2023  | Лісабон    | Португалія     | 4 – 0     | Ліхтенштейн          | Відбір до ЧЄ 2024                    | -    |          |
| 26-3-2023  | Люксембург | Люксембург     | 0 – 6     | Португалія           | Відбір до ЧЄ 2024                    | -    | 86'      |
| 17-6-2023  | Лісабон    | Португалія     | 3 – 0     | Боснія і Герцеговина | Відбір до ЧЄ 2024                    | -    | 87'      |
| 8-9-2023   | Братислава | Словаччина     | 0 – 1     | Португалія           | Відбір до ЧЄ 2024                    | -    |          |
| 13-10-2023 | Порту      | Португалія     | 3 – 2     | Словаччина           | Відбір до ЧЄ 2024                    | -    | 75' 86'  |
| 19-11-2023 | Лісабон    | Португалія     | 2 – 0     | Ісландія             | Відбір до ЧЄ 2024                    | -    | 54'      |
| Усього     |            | Матчів         | 24        |                      | Голів                                | 2    |          |

## Титули і досягнення
- Чемпіон Португалії (1):

«Спортінг»: 2020/21
- Володар Кубка португальської ліги (3):

«Брага»: 2019/20
«Спортінг»: 2020/21, 2021/22
- Володар Суперкубка Португалії (1):

«Спортінг»: 2021
- Чемпіон Німеччини (1):

«Баварія»: 2024/25
- Переможець Ліги націй УЄФА: 2024-25